# Бійцівський півень (фільм)
«Бійцівський півень» (англ. Cockfighter; також відомий під назвою англ. Born to Kill — «Народжений вбивати») — американський фільм про півнячі бої 1974 року режисера Монте Геллмана. Сценарій заснований на однойменному романі Чарльза Вілліфорда.

## Сюжет
Френк Менсфілд професійно займається півнячими боями — вирощує і тренує бійцівських півнів, бере участь в турнірах. Під час випадкового бою в готелі він втрачає свого найкращого півня і велику суму грошей, програвши своєму старому знайомому і конкуренту Джеку Берку. Після цієї невдачі Френк дає обіцянку мовчання доки, поки не доб'ється успіху і не виграє головний приз — медаль «Фабрикант бійцівських півнів року». Але наступна зустріч з Джеком призводить до ще більшої невдачі — Френк не тільки знову втрачає найкращого півня, але і програє автомобіль з трейлером, і до Джека йде подружка Френка.
Френк повертається додому. Мері Елізабет, з якою він зустрічається вже кілька років, повідомляє йому, що втомилася чекати, і Френку слід залишити півнячі бої та осісти. Але Френк вирішує почати все з початку — продає свій будинок (для цього йому доводиться виселити звідти свого брата і його дружину), купує хорошого бійцівського півня і домовляється про партнерство з Омаром Бараданські — той вирощує птахів, а Френк займається їхньою підготовкою до боїв. Справи йдуть добре, їхній спільний бізнес приносить непоганий прибуток, бійцівський півень Френка здобуває кілька перемог.
На головному турнірі року Френк знову укладає парі з Джеком. Після довгого бою обидва півня гинуть, але перемогу зараховують Френку і присуджують довгоочікувану медаль. Мері Елізабет, яка спостерігала за цим боєм, каже Френку, що вражена жорстокістю його бізнесу і не вийде на нього заміж.

## У ролях
| Актор             | Роль                                      |
| ----------------- | ----------------------------------------- |
| Воррен Оутс       | Френк Менсфілд                            |
| Річард Шулл       | Омар Бараданскі                           |
| Гаррі Дін Стентон | Джек Берк                                 |
| Ед Беглі молодший | Том Піплс                                 |
| Лори Берд         | Доді Вайт Берк                            |
| Трой Донаг'ю      | Рендалл Менсфілд                          |
| Міллі Перкінс     | Френсіс Менсфілд                          |
| Патриція Пірсі    | Мері Елізабет                             |
| Воррен Фіннерті   | Сандерс                                   |
| Роберт Ерл Джонс  | Бафорд                                    |
| Стів Рейлсбек     | молодший                                  |
| Том Спратлі       | Піплс                                     |
| Чарльз Вілліфорд  | Ед Міддлтон                               |
| Піт Манро         | Пакард                                    |
| Керміт Еколс      | Фред Рід                                  |
| Донні Фрітс       | глава банди грабіжників (в масці старого) |
| Стівен Гейдос     | грабіжник в масці Ніксона                 |